# Діаграма Герцшпрунга — Рассела

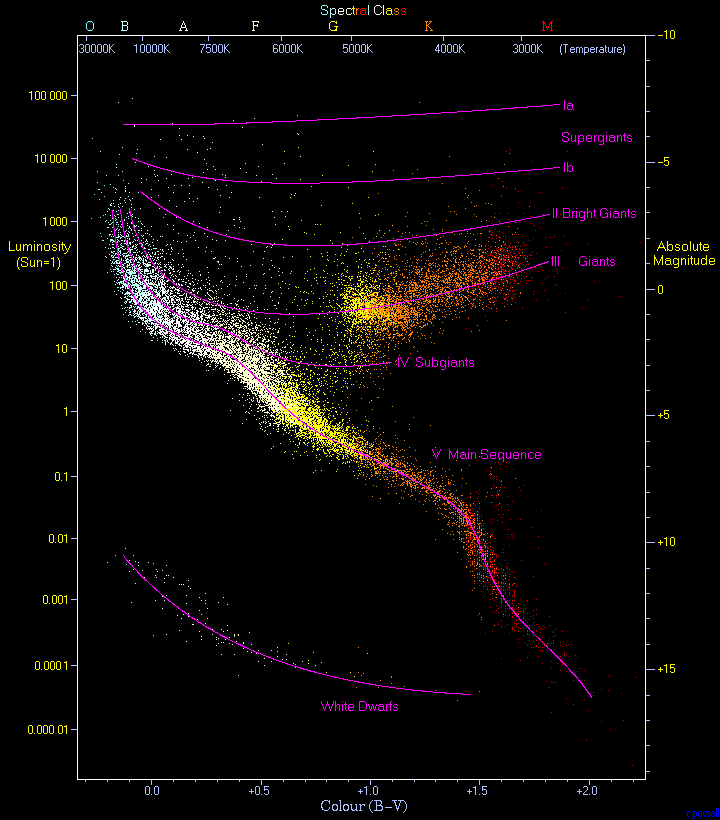
Діаграма Герцшпрунга — Рассела для 22 тисяч зір з каталогу Hipparcos та близько 1000 близьких зір з каталогу Глізе

Діагра́ма Ге́рцшпрунга—Ра́ссела (також діаграма Г—Р або діаграма спектр — світність) — точкова діаграма, що відображає залежність між спектральним класом і світністю зір, або між іншими величинами, безпосередньо пов'язаними з цими двома.
Зорі на діаграмі не розподілені рівномірно, а зосереджені в кількох областях. Найбільш «населена» частина діаграми — головна послідовність, що проходить з верхнього лівого кута діаграми в правий нижній: її утворюють зорі, в ядрах яких протікає термоядерна реакція перетворення водню на гелій. Ця стадія зоряної еволюції є найтривалішою, тому на головній послідовності перебувають 90 % усіх зір.
Діаграма названа на честь Ейнара Герцшпрунга (Данія) і Генрі Расселла (США), які вперше побудували її в різних варіантах у 1911 та 1913 роках. Це одна з найвідоміших діаграм в астрономії, яка є головним інструментом у теорії будови та еволюції зір.

## Історія

Діаграма Герцшпрунга — Рассела, де пунктирними лініями вказані радіуси зір. Показано різні варіанти величин, що відкладаються по осях. Області, зафарбовані сірим кольором, заселені зорями відповідного типу.

У 1905 році данський астроном Ейнар Герцшпрунг виявив, що зорі можна розділити на два класи за радіусами: карлики і гіганти. Німецький учений Ганс Розенберг у 1910 р. і Ейнар Герцшпрунг у 1911 р. уперше побудували діаграму «показник кольору — видима зоряна величина» для зір у Гіадах і Стожарах. Американський астроном Генрі Норріс Расселл у 1913 р. побудував діаграму «спектральний клас — абсолютна зоряна величина» для близьких до Сонця зір. На діаграмах були головна послідовність і область червоних гігантів. Пізніше відкрито послідовність білих карликів.

## Опис
На точкову діаграму наносять параметри певної групи зір. Це можуть бути зорі окремого зоряного скупчення, зорі в межах певної відстані від Сонця і т. д.
По горизонталі відкладають спектральний клас або пов'язані з ним величини — температуру поверхні або показник кольору, причому зорі ранніх спектральних класів, високих температур і блакитного кольору розташовуються в лівій частині діаграми, а пізніх спектральних класів, низьких температур і червоного кольору — у правій частині.
По вертикалі відкладають абсолютну зоряну величину або світність у логарифмічному масштабі, причому яскраві зорі розташовуються у верхній частині діаграми, а тьмяні — у нижній. Якщо діаграма Герцшпрунга — Рассела будується для групи зір, розташованих на приблизно однаковій відстані від Сонця, то замість абсолютної зоряної величини по вертикалі можна відкладати видиму зоряну величину.
У згорнутих блоках нижче можна ознайомитися зі зв'язоком між різними величинами, які використовують для побудови діаграми або які можна визначати безпосередньо з діаграми:

| Абсолютна зоряна величина і світність |
| --- |
| Абсолютна зоряна величина зорі {\displaystyle M} пов'язана з її повною світністю {\displaystyle L}. Цей зв'язок зручно виражати в сонячних одиницях {\displaystyle L_{\odot }=1} і використовувати болометричну (виміряну з урахуванням випромінювання у всіх ділянках спектру) абсолютну зоряну величину Сонця {\displaystyle M_{\text{bol}}^{\odot }=+4{,}7^{m}}. Для болометричної абсолютної зоряної величини досліджуваної зорі {\displaystyle M_{\text{bol}}} залежність набуває наступного вигляду: {\displaystyle \lg L=-0.4(M_{\text{bol}}-M_{\text{bol}}^{\odot }).} Зв'язок повної світності і абсолютної зоряної величини в певній фотометричній смузі, наприклад зоряної величини {\displaystyle M_{V}} у смузі V, також включає відповідну болометричну поправку {\displaystyle {\text{BC}}_{V}} яка залежить від температури зорі. Ця величина за визначенням дорівнює різниці болометричної зоряної величини і зоряної величини в цій фотометричній смузі: {\displaystyle {\text{BC}}_{V}=M_{\text{bol}}-M_{V}}. Тоді зв'язок світності і зоряної величини виглядає так: {\displaystyle \lg L=-0.4(M_{V}+{\text{BC}}_{V}-M_{\text{bol}}^{\odot }).} |

| Абсолютна і видима зоряна величина |
| --- |
| За визначенням, абсолютна зоряна величина зорі дорівнює видимій зоряній величині, яку мала б зоря, перебуваючи на відстані 10 парсек. Тоді зв'язок між ними виражається формулою: {\displaystyle M=m+5-5\lg r,} де {\displaystyle M} — абсолютна зоряна величина, {\displaystyle m} — видима, а {\displaystyle r} — відстань до зорі в парсеках. Якщо зорі певної групи мають приблизно однакову відстань від Сонця (наприклад, усі розглядувані зорі перебувають у віддаленому зоряному скупченні), то відстань {\displaystyle r} для них можна вважати однаковою. Тоді різниця між {\displaystyle M} і {\displaystyle m} є константою, і використання видимої зоряної величини {\displaystyle m} замість абсолютної зоряної величини {\displaystyle M} приводить лише до вертикального зсуву діаграми без її викривлення. |

| Спектр випромінювання зорі в першому наближенні схожий на спектр абсолютно чорного тіла, і до нього можна застосувати закон зміщення Віна: чим вища температура абсолютно чорного тіла, тим у коротших хвилях буде максимум спектру, а випромінювання матиме блакитніший показник кольору. Спектральний клас зорі визначається за наявністю й інтенсивністю різних ліній поглинання в її спектрі, які виникають унаслідок переходів електронів між певними енергетичними рівнями. Частота цих переходів і їхня ймовірність сильно залежать від температури, тому спектральний клас також виявляється пов'язаним з температурою. Таким чином, температура на поверхні зорі, її спектральний клас і показник кольору виявляються взаємозалежними. Нижче наведена таблиця, що показує зв'язок між спектральним класом, ефективною температурою та показником кольору BV для зір головної послідовності. \| Спектральний клас \| Ефективна температура, K \| Показник кольору B−Vm \| \| ----------------- \| ------------------------ \| --------------------- \| \| O5 \| 40000 \| −0,35 \| \| B0 \| 28000 \| −0,31 \| \| B5 \| 15500 \| −0,17 \| \| A0 \| 10000 \| 0,0 \| \| A5 \| 8500 \| 0,16 \| \| F0 \| 7400 \| 0,30 \| \| F5 \| 6600 \| 0,45 \| \| G0 \| 6600 \| 0,57 \| \| G5 \| 5400 \| 0,70 \| \| K0 \| 4700 \| 0,84 \| \| K5 \| 4000 \| 1,11 \| \| M0 \| 3600 \| 1,39 \| \| M5 \| 3000 \| 1,61 \| \| M8 \| 2660 \| 2,00 \| |                          |                       |
| Спектральний клас | Ефективна температура, K | Показник кольору B−Vm |
| O5 | 40000                    | −0,35                 |
| B0 | 28000                    | −0,31                 |
| B5 | 15500                    | −0,17                 |
| A0 | 10000                    | 0,0                   |
| A5 | 8500                     | 0,16                  |
| F0 | 7400                     | 0,30                  |
| F5 | 6600                     | 0,45                  |
| G0 | 6600                     | 0,57                  |
| G5 | 5400                     | 0,70                  |
| K0 | 4700                     | 0,84                  |
| K5 | 4000                     | 1,11                  |
| M0 | 3600                     | 1,39                  |
| M5 | 3000                     | 1,61                  |
| M8 | 2660                     | 2,00                  |

| Радіуси зір |
| --- |
| Положення зорі на діаграмі Герцшпрунга-Рассела також відображає її розміри, оскільки ефективна температура {\displaystyle T_{\text{eff}}}, радіус {\displaystyle R} і світність {\displaystyle L} пов'язані одна з одною законом Стефана — Больцмана: {\displaystyle L=4\pi R^{2}\sigma T_{\text{eff}}^{4},} де {\displaystyle \sigma } — стала Стефана — Больцмана. Таким чином, радіус зорі виражають через температуру й світність наступним чином: {\displaystyle R=R_{\odot }\left({\frac {T_{\odot }}{T_{\text{eff}}}}\right)^{2}\left({\frac {L}{L_{\odot }}}\right)^{1/2},} де {\displaystyle R_{\odot },~T_{\odot },~L_{\odot }} — радіус, температура і світність Сонця відповідно. Також поширене подання логарифма радіуса через відповідні величини й використання сонячних одиниць для радіуса й світності, тобто {\displaystyle R_{\odot }=1,~L_{\odot }=1}: {\displaystyle \lg R={\frac {1}{2}}\lg L+2\lg {\frac {T_{\odot }}{T_{\text{eff}}}}.} |

## Вид діаграми та зв'язок з еволюцією зір
На діаграмі Герцшпрунга — Рассела зорі розподілені не рівномірно, а зосереджені переважно у кількох областях. Такий розподіл відображає особливості зореутворення і перебігу еволюції зір: маса, хімічний склад та вік зорі визначають її положення на діаграмі Герцшпрунга — Рассела.

## Послідовності на діаграмі

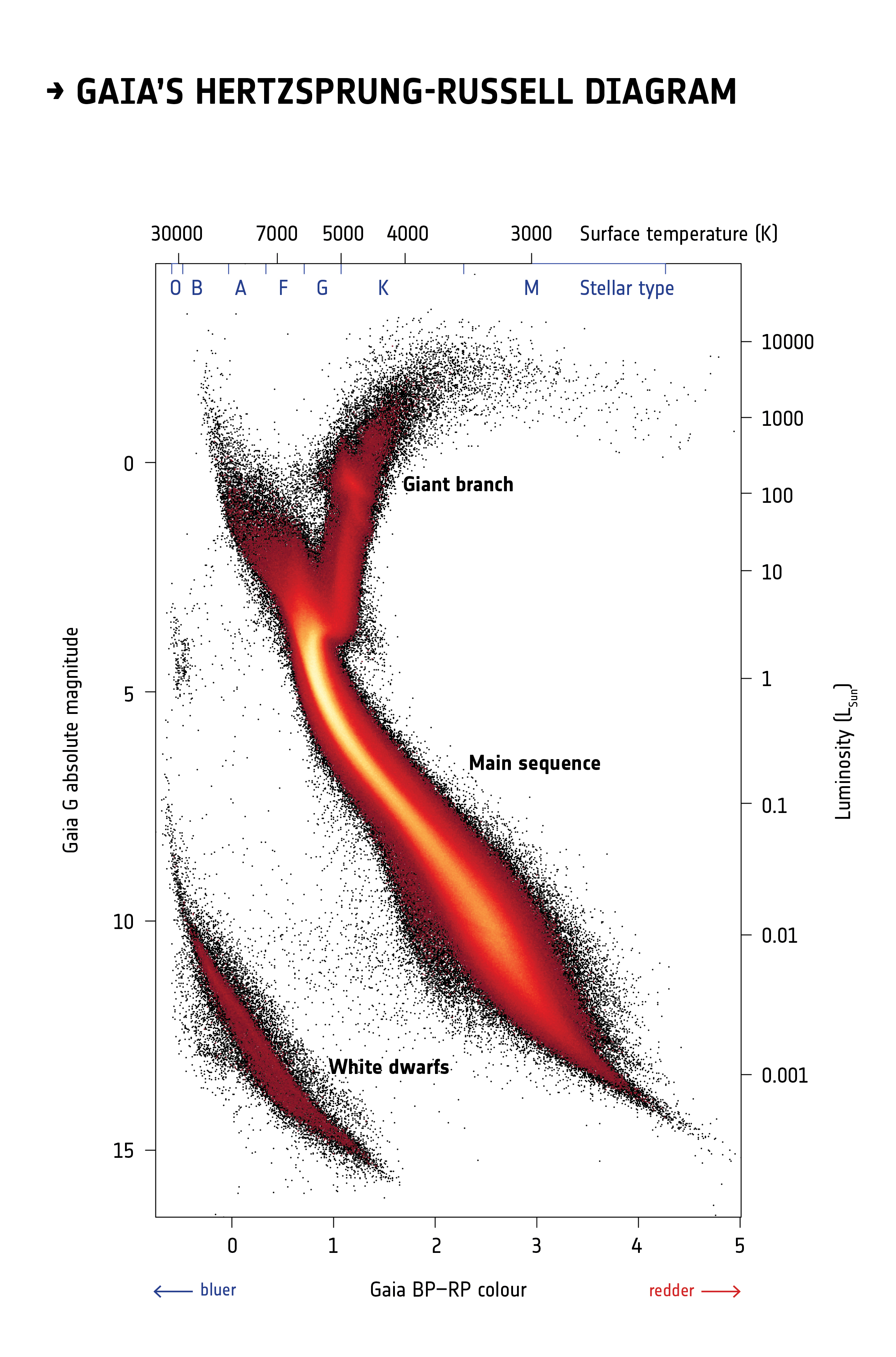
Діаграма Герцшпрунга-Рассела за даними Gaia для більш ніж 4 мільйонів зір на відстані до 5 тисяч світлових років від Сонця

Зорі на цій діаграмі розташовані не випадково, а утворюють добре помітні ділянки, які називають послідовностями або класами світності. У кожному класі світності існує певна залежність між кольором та світністю.
Класи світності позначаються римськими цифрами. Нижче наведено основні класи світності у порядку зменшення світності:
- I — надгіганти. Вирізняють кілька підкласів:
  - 0, Ia-0 або Ia+ — найяскравіші надгіганти або гіпергіганти.
  - Ia — яскраві надгіганти.
  - Iab — нормальні надгіганти.
  - Ib — надгіганти низької світності.
- II — яскраві гіганти.
- III — гіганти.
- IV — субгіганти.
- V — зорі головної послідовності.
- VI — субкарлики.
- VII — білі карлики.

Така найпростіша схема класів світності називається йєркською класифікацією. Деякі автори виділяють на діаграмі й інші області.

### Головна послідовність та субкарлики
Абсолютна більшість зір (близько 90 %, включаючи Сонце) розташовані на головній послідовності — діагональній смузі, яка проходить від лівого верхнього кута діаграми до правого нижнього, тобто від яскравих і гарячих зір спектрального класу O до холодних і тьмяних зір класу M. Світності зір на головній послідовності варіюються від × 10−4 до × 106 L☉ (і, відповідно, абсолютні зоряні величини — від -6m до +16m), а температури — від 3 до 50 тисяч K. Незалежно від розміру, зорі головної послідовності заведено називати «карликами» — наприклад, червоні карлики та жовті карлики. Однак не всі зорі, які називають карликами, відносяться до головної послідовності: наприклад, білі карлики або коричневі карлики не є зорями головної послідовності.
На головній послідовності знаходяться зорі, що спалюють водень у своїх ядрах. Це найтриваліша стадія еволюції, з чим і пов'язана велика населеність цієї області. За час знаходження на головній послідовності параметри зорі змінюються мало. Положення зорі на ній переважно залежить від маси, і набагато слабше — від віку та хімічного складу. Чим більша маса зорі, тим більша її температура і світність, і тим вище вона знаходиться на головній послідовності. Нижня частина головної послідовності значно населеніша, ніж верхня частина, оскільки масивніші зорі формуються в меншій кількості і швидше еволюціонують, залишаючи головну послідовність.
Субкарлики утворюють послідовність, яка проходить вздовж головної послідовності, у спектральних класах від A до M, але нижче її приблизно на 1,5m. Як і зорі головної послідовності, субкарлики спалюють водень у своїх ядрах, але відрізняються нижчим вмістом важких елементів.

### Гіганти та субгіганти
Гігантами називають зорі великих розмірів, які на діаграмі Герцшпрунга — Рассела розташовані вище, ніж головна послідовність. Найпомітніша гілка гігантів у спектральних класах G, K, M: у цих спектральних класах зорі чітко розділені на карлики головної послідовності і на зорі-гіганти. Наприклад, у зір-гігантів при переході від спектрального класу G0 до класу M5 світність у середньому зростає від 30 до 1000L☉, у той час як у зір головної послідовності у тих же спектральних класах світність знижується від 1,5 до 0,01L☉. Гіганти спектральних класів K та M складають підтип, знаний як червоні гіганти. Субгіганти — зорі, які на діаграмі Герцшпрунга — Рассела займають проміжну область між головною послідовністю та гігантами.
Зорі потрапляють в область субгігантів, а потім — гігантів після того, як в ядрі зорі вичерпується водень, ядро стає гелієвим, а ядерне горіння водню за CNO-циклом триває в сферичній оболонці навколо ядра. Потужність енерговиділення збільшується, а разом із нею і світність. Зовнішні шари зорі розширюються, температура зорі при цьому знижується, тому на діаграмі Герцшпрунга — Рассела вона зміщується вгору і вправо, потрапляючи в область червоних гігантів. Границею між стадіями субгігантів та гігантів вважають поширення конвективної зони на всю оболонку зорі: на стадії субгіганта зовнішні шари зорі ще не повністю конвективні. Масивніші зорі можуть ставати блакитними гігантами, коли вже зійшли з головної послідовності і знаходяться на шляху перетворення на надгігант — для них ця стадія еволюції аналогічна стадії субгіганту для менш масивних зір.
Гіганти проходять кілька стадій еволюції, кожній із яких відповідають певні області на діаграмі:
- Гілка червоних гігантів проходить у спектральних класах K і M зі швидким збільшенням світності до пізніх класів, аж до абсолютної зоряної величини −3m так що на діаграмі вона розташовані практично вертикально. На цій стадії в ядрах зір не відбувається жодних реакцій, а ядерне горіння водню проходить в оболонці навколо ядра[42][41].
- Горизонтальна гілка проходить горизонтально поблизу абсолютної зоряної величини 0m з великим розкидом спектральних класів. Зорі горизонтальної гілки спалюють гелій у ядрі. Повноцінна горизонтальна гілка спостерігається в системах, які бідні на важкі елементи; для систем з високим вмістом металів, зокрема, в зорях галактичного диску навколо Сонця спостерігають лише компактну та щільно населену червону частину горизонтальної гілки, яка називається червоним згущенням[42][43]. Через частину горизонтальної гілки проходить смуга нестабільності — область, на якій зорі схильні до пульсацій, тому деякі зорі горизонтальної гілки також є змінними типу RR Ліри[44].
- Асимптотична гілка гігантів проходить від горизонтальної гілки до верхньої частини гілки червоних гігантів. Зорі на відповідній стадії еволюції вже вичерпали гелій у ядрі і горіння гелію відбувається в оболонці навколо ядер цих зір[41].

Зорі, особливо масивні, мало часу проводять у стадії субгігантів. З цієї причини на діаграмі Герцшпрунга — Рассела область, де повинні знаходитися субгіганти проміжної і великої маси, не надто населена, і, наприклад, на діаграмі Герцшпрунга — Рассела для зір в околиці Сонця між головною послідовністю і гілкою гігантів існує проміжок, знаний як розрив Герцшпрунга. У той же час, наприклад, на діаграмах для кулястих зоряних скупчень гілка субгігантів добре помітна.

### Надгіганти
Надгіганти — найяскравіші зі всіх зір, світності яких становлять від десятків тисяч до мільйонів світностей Сонця, а абсолютні зоряні величини в середньому варіюються від -4m до -8m. На діаграмі Герцшпрунга — Рассела ці зорі займають найвищу частину.
Масивні зорі стають надгігантами після того, як у їх надрах вичерпується водень. Згоряння водню триває у сферичному шарі, а в ядрі починають йти ядерні реакції за участю все важчих елементів. Зовнішні шари зорі розширюються й охолоджуються, і зоря, рухаючись праворуч по діаграмі, стає надгігантом: спочатку блакитним, потім червоним, проте якщо зоря втратить частину маси, то вона може знову стати блакитним надгігантом.

### Білі карлики
Білі карлики — зорі з відносно високими температурами, але малим радіусом, через що вони мають невеликі світності та розташовуються в нижньому лівому кутку діаграми. За однакових спектральних класів білі карлики приблизно на 10m тьмяніші зір головної послідовності.
Зорі масами до кількох мас Сонця наприкінці свого життя стають білими карликами. Після того, як зоря на стадії червоного гіганта вичерпує речовину для ядерних реакцій, вона скидає свої зовнішні оболонки. Зі скинутої речовини виникає планетарна туманність, в центрі якої залишається колишнє ядро зорі, що має дуже високу температуру, — це ядро і стає білим карликом. Білі карлики витрачають на випромінювання теплову енергію, запасену в їх надрах, поступово остигають і тьмяніють.

## Межі діаграми

### Межа Гампфрі— Девідсона

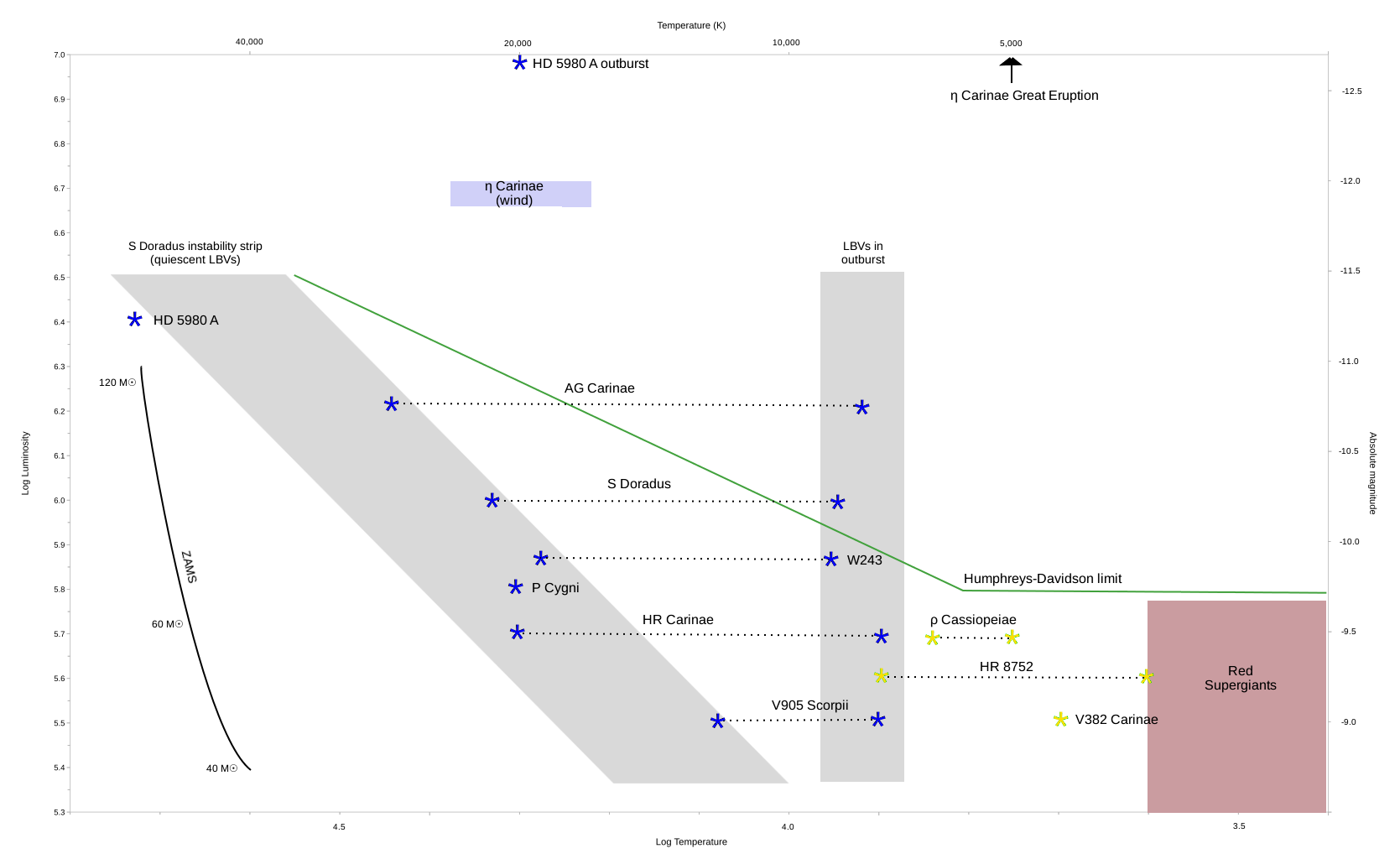
Межа Хемпфрі — Девідсона на діаграмі Герцшпрунга — Рассела (відзначений зеленою лінією)

Межа Хаяші та еволюційні треки зір різних мас

Діаграма Герцшпрунга — Рассела обмежена згори межею Гампфрі — Девідсона, також відомою як межа де Ягера (англ. de Jager limit). Вище цієї межі стабільні зорі, що не виявляють змінність, не спостерігаються. Для червоних надгігантів гранична світність становить близько 3 × 105 L☉, вона зростає зі збільшенням температури та для блакитних надгігантів становить 1,6 × 106 L☉. Ймовірно, зорі занадто високої світності також дуже швидко втрачають масу, що також обмежує максимальну світність зір, проте точний механізм, що призводить до появи такої межі, невідомий.

### Лінія Хаяші
Область на діаграмі, в якій можуть перебувати червоні гіганти, обмежена праворуч межею Хаяші. Якщо зоря хімічно однорідна й повністю охоплена конвекцією, то градієнт температури в ній дорівнює адіабатичному градієнту. Тоді температура поверхні зорі пов'язана з її масою і хімічним складом та слабко залежить від світності. При фіксованій масі та хімічному складі лишається зв'язок між температурою й світністю, який на діаграмі Герцшпрунга — Рассела набуває вигляду практично вертикальної лінії — лінії Хаяші. Лінії Хаяші проходять на ділянці температур 3000—5000 K, а праворуч від них на діаграмі простягається так звана заборонена зона.
За тієї ж маси, світності та хімічного складу зоря може мати й вищу температуру, ніж задається треком Хаяші: тоді середній градієнт температури в ній нижчий за адіабатичний, і мають бути зони, де ефективним стає променеве перенесення енергії (конвекція в них відсутня). Проте нижчу температуру зоря мати не може. Якщо уявити, що температура поверхні зорі стала нижчою за межу Хаяші, то середній градієнт температури в ній виявиться вищим, ніж адіабатичний градієнт, і це призведе до сильної конвекції всередині зорі. Енергія буде ефективно переноситися до поверхні, і температура підніматиметься доти, доки її градієнт знову не стане адіабатичним, а зоря не повернеться до треку Хаяші.

## Вид діаграми для різних вибірок зір
Діаграми Герцшпрунга — Рассела, побудовані для вибірок зір, складених за різними ознаками, помітно різняться. Наприклад, діаграма для кулястого зоряного скупчення виглядає інакше, ніж діаграма, побудована для близьких до Сонця зір.

### Найближчі зорі та найяскравіші зорі
Під час аналізу діаграми Герцшпрунга Рассела необхідно враховувати можливий вплив систематичної помилки відбору. Так, яскравіші зорі можуть бути виявлені на дальших відстанях, ніж тьмяніші, і мають більше шансів потрапити у певну вибірку зір. Через це діаграма, побудована для близьких зір, істотно відрізняється від діаграми для зір, які виглядають яскравими — у першому випадку зорі-гіганти та яскраві зорі головної послідовності на діаграму практично не потрапляють, хоча вони присутні у другому випадку.

### Зоряні скупчення

Діаграма Герцшпрунга — Рассела для різних зоряних скупчень

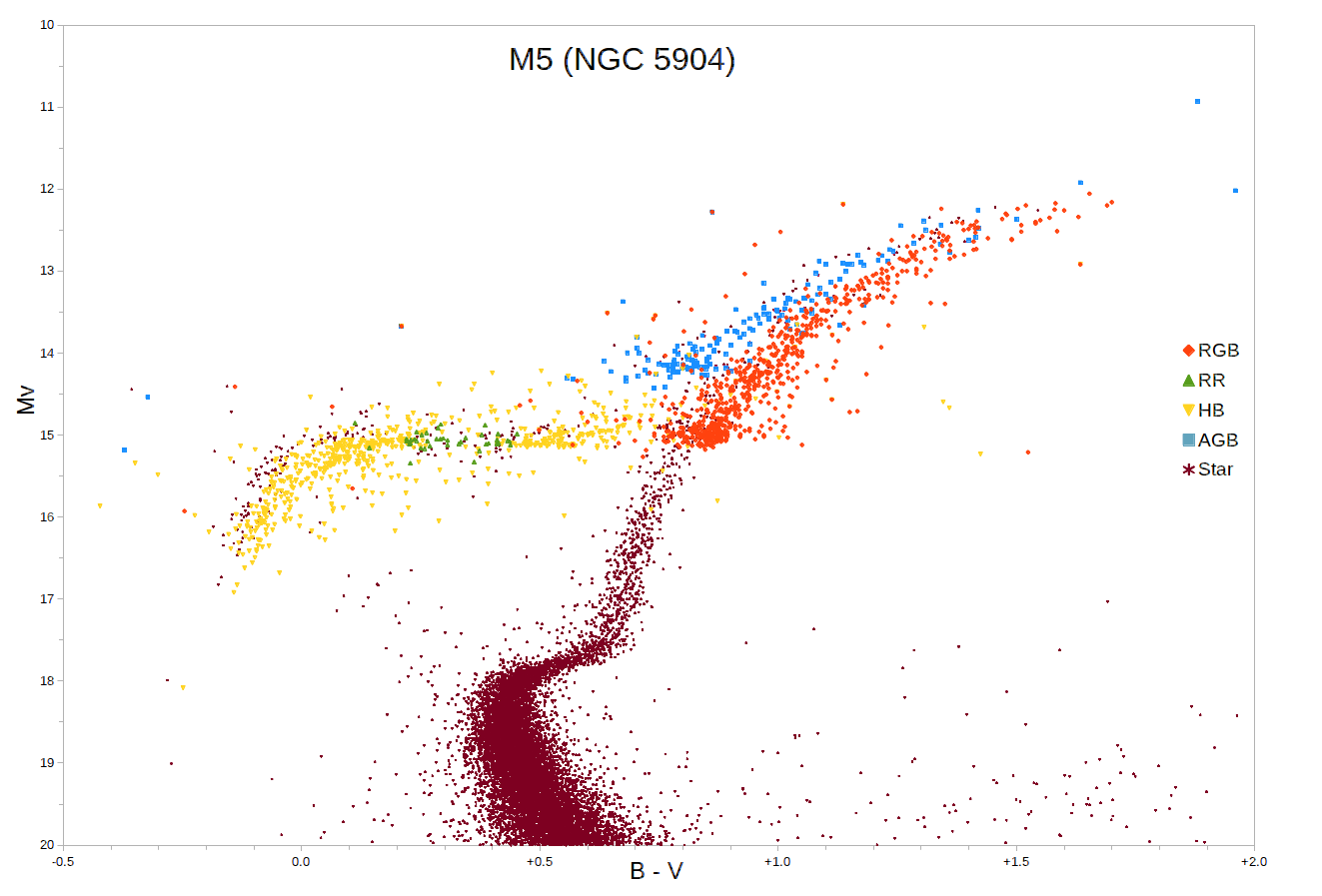
Діаграма Герцшпрунга — Рассела для кулястого зоряного скупчення M 5. Бордовим кольором позначені головна послідовність, гілка субгігантів та нижня частина гілки червоних гігантів; червоним — гілка червоних гігантів; жовтим ― горизонтальна гілка, зеленим ― змінні типу RR Ліри, блакитним ― асимптотична гілка гігантів

Навіть якщо відстань до зоряного скупчення невідома, можна припустити, що всі зорі перебувають на одній відстані від спостерігача, отже, для усіх зір скупчення різниця між видимою і абсолютною зоряними величинами однакова і можна побудувати діаграму, використовуючи видимі зоряні величини зір. Таким чином, помилки у визначенні відстані до окремих зір не впливають на оцінку їх зоряної величини, крім того, зорі всередині скупчення досить однорідні за характеристиками, так що на діаграмі Герцшпрунга — Рассела для скупчення вдається досить чітко виділити різні області. Вигляд діаграми Герцшпрунга — Рассела для більшості зоряних скупчень вказує на те, що зорі всередині окремого скупчення мають однаковий хімічний склад та вік, тобто утворилися практично одночасно. Інакше кажучи, зорі одного скупчення на діаграмі Герцшпрунга — Рассела розташовані поблизу певної ізохрони. Аналіз діаграм, заснованих на спостереженнях, а також порівняння їх з теоретично розрахованими ізохронами дає можливість визначити вік і металевість скупчення, а також відстань до нього.
Побудова діаграми Герцшпрунга — Рассела для кулястих скупчень ускладнене високою концентрацією зір усередині цих об'єктів, оскільки зорі поблизу одна одної легко прийняти за один об'єкт. Для розсіяних скупчень ця проблема є менш гострою, оскільки зорі у них розташовані не так щільно. Однак близькість таких об'єктів до диска Галактики призводить до того, що на тлі скупчення часто розташовані зорі поля (які легко сплутати з зорями скупчення), і, крім того, на вигляд скупчення впливає міжзоряне поглинання.

#### Кулясті скупчення
У кулястих скупченнях головна послідовність обмежена згори відносно невисокою світністю й утворює на гілку субгігантів, яка з'єднана з головною послідовністю точкою повороту. У той же час в околиці Сонця спостерігають зорі і у верхній частині головної послідовності. Це означає, що зорі в кулястих скупченнях старі, оскільки у верхній частині головної послідовності можуть бути лише молоді зорі. Крім того, у кулястих скупченнях гілка субгігантів досить вузька: ця особливість вказує на те, що всі зорі, які спочатку були розташовані на головній послідовності трохи вище за точку повороту, одночасно залишають головну послідовність. Невелика кількість зір на головній послідовності вище за точку повороту — блакитних бродяг — пояснюють злиттями зір або обміном масами між ними. Крім того, через знижений вміст металів головна послідовність в кулястих скупченнях проходить нижче, ніж, наприклад, у розсіяних скупченнях.
Сама ж гілка субгігантів у верхній частині переходить у гілку червоних гігантів. Крім цього, на діаграмі Герцшпрунга — Рассела для кулястих скупчень добре помітна горизонтальна гілка, часто спостерігається асимптотична гілка гігантів і тьмяні білі карлики.

#### Розсіяні скупчення
У розсіяних зоряних скупченнях також спостерігають головну послідовність, і на відміну від кулястих скупчень вона доходить до вищих світностей, що пов'язано з молодшим віком зір у розсіяних скупченнях, хоча найяскравіша частина головної послідовності також відсутня.
Ще одна особливість — велика ширина нижньої частини головної послідовності. Її пояснюють тим, що деякі зорі ще не встигли вийти на головну послідовність після формування.
Зорі у верхній частині головної послідовності еволюціонують досить швидко, тому область, де знаходяться зорі на пізніх стадіях еволюції, у розсіяних скупченнях зазвичай заселена слабо. Послідовність зір може різко обриватися в точці повороту, на відміну від кулястих скупчень, де вона переходить у гілку субгігантів, і на діаграмі може спостерігатися розрив Герцшпрунга.

## Еволюційні треки та ізохрони
Еволюція зір призводить до зміни зовнішніх параметрів із часом. Цю зміну зручно описувати за допомогою діаграми Герцшпрунга — Рассела: шлях, який зоря проходить діаграмою протягом життя, називається еволюційним треком. У більшості випадків ці зміни параметрів зорі відбуваються надто повільно, щоб їх можна було помітити протягом історії астрономічних спостережень.
Найпростіша модель зоряного населення з погляду еволюції передбачає, що зорі у ній сформувалися одночасно з однакової речовини, а відрізняються лише масою. Оскільки зорі різної маси еволюціонують із різною швидкістю, то за однакового віку вони можуть бути на різних еволюційних стадіях. Ця модель, попри простоту, добре описує зоряні скупчення та деякі галактики. У рамках такої моделі на діаграмі Герцшпрунга — Рассела зорі повинні вишиковуватися вздовж кривої, яка називається ізохроною.
Аналіз діаграми Герцшпрунга — Рассела, наприклад, для зоряного скупчення і порівняння її з теоретично розрахованими ізохронами дає можливість визначити його вік і металічність, а також відстань до нього.
|                                     |
| Еволюційний трек зорі з масою Сонця |

|                                                      |
| Еволюційні треки протозір різної маси та їх ізохрони |

|                                                                                           |
| Ізохрони зір з сонячним складом і різним віком (вказано десятковий логарифм віку у роках) |

### Змінні зорі на діаграмі

Області на діаграмі Герцшпрунга — Рассела, які займають деякі типи змінних зір

Змінні зорі — ті, у яких виявлено зміни видимого блиску з часом — поділяються на багато типів, причому зорі багатьох типів займають чітко визначені області на діаграмі Герцшпрунга — Рассела. Найважливішою з таких областей є смуга нестабільності — тут розташовані змінні зорі декількох типів, зокрема цефеїди і змінні типу RR Ліри. За тієї комбінації температури поверхні зорі та її світності, що відповідає положенню на смузі нестабільності, зоря стає нестійкою до пульсацій і її світність починає коливатися.

## Варіанти діаграми
Як синоніми до терміна «діаграма Герцшпрунга — Рассела» можуть використовуватися такі поняття, як «діаграма спектр — світність», «діаграма світність — ефективна температура» та деякі інші. У той же час, діаграмою Герцшпрунга — Рассела можуть називати її різні варіанти з різними параметрами по осях. Однак строгіше, для різних варіантів діаграми використовують власні назви.
- Діаграма Герцшпрунга — Рассела — історично перший варіант діаграми, названий на честь вчених, які першими її побудували незалежно один від одного. По осях цієї діаграми відкладено абсолютну зоряну величину і спектральний клас, проте спектральний клас — дискретна величина, тому зараз ширше використовують варіанти, в яких спектральний клас замінений на будь-який неперервний параметр[7].
- При обробці спостережних даних найчастіше використовують діаграму, за осями якої відкладено абсолютну зоряну величину (або видиму, якщо зорі розташовані на одній відстані від спостерігача) і показник кольору. Цей варіант називається діаграмою колір — зоряна величина[7].
- У теоретичних розрахунках найзручніше використовувати діаграму, за осями якої відкладено ефективну температуру та світність у логарифмічному масштабі: такий варіант називають теоретичною діаграмою колір — зоряна величина[7].

Оскільки зорі одного спектрального класу та класу світності мають однакові кольори, ефективні температури та світності, то ці три види діаграми є еквівалентними один одному. Однак для того, аби робити кількісний переклад діаграм одного виду в інший, необхідно з гарною точністю знати залежність між ефективною температурою, болометричною поправкою та спектральним класом.

### Схожі діаграми
- На діаграмі колір — колір по осях відкладають два різні показники кольору. Положення зір різних спектральних класів та класів світності на подібних діаграмах також відрізняються[77].
- Діаграма, де замість зображення окремих зір точками відмічають кольором просторову щільність зір, називається діаграмою Гесса[78][79].
- Діаграма колір — зоряна величина також може використовуватися для галактик за тим самим принципом, що й для зір. Як і на діаграмі Герцшпрунга — Рассела, на аналогічній діаграмі для галактик виділяють щільно населені і майже порожні області[80].